# ナノダイバー
『ナノダイバー』（NANO DIVER）は、タカラトミーが2011年9月1日に発売したPlayStation Portable用ゲーム。
医療をモチーフにしたアクションゲームである。患者の体内に入り、湧いてくるウイルスを駆逐しながら体内の各所を治療しつつ巡り、ステージの最終目標となる「LOSTウイルス」の駆逐を目指す。
倒した敵からアイテムを収集して操作キャラクターの強化を行ったり、同じステージを繰り返し遊ぶことができる。PSPのアドホック通信・PS3のアドホックパーティを介したマルチプレイに対応し、最大4人で協力して治療を行うことができる。

## あらすじ
近未来、突如出現したウイルスの爆発的感染によって人類は滅亡の危機にさらされていた。「LOSTウイルス」と呼ばれるこのウイルスは他のウイルスとは一線を画す高度な運動性能をもち、既存の対策は全て無効にされてしまった。
そこで患者の体内にナノサイズまで縮小した医師（ナノダイバー）を送り込み、LOSTウイルスを直接戦闘で駆逐するとともにそのデータを採取するという新たなる対策「ナノオペレーション」が実用化された。
研修を終えたばかり新人のナノダイバー（主人公）はナノオペレーションを行う組織、SOCO（ソーコー）の一員となり、人類救済のため、LOSTウイルスとの戦いに挑む。

## 登場人物
ナノダイバー（プレイヤー）
声 - 梶裕貴
新米ながらナノオペレーションの最前線に立たされた男性ナノダイバー。優秀かつ個性的なSOCOメンバーに支えられLOSTウイルスとの過酷な戦いの中で成長していく。
シルビー・クロス
声 - 大原さやか
主人公のナノオペレーション時のオペレーターを担当する女性。オペレーターとしての腕は周囲も認めており、業務も優秀にこなすが、物事に集中しすぎてしまったり、納得できないとムキになってしまうことがあり、それがトラブルの種になることも。
リカルド・マーモフ
声 - 堀内賢雄
黎明期のナノオペレーションでダイバーとして参加した人物で現在は人材育成に力をいれている。コーヒーが好物で、たとえ話によく使う。
レナ・オーンスタイン
声 - 藤田咲
新しいタイプのLOSTウイルスに侵された患者としてSOCOに搬送されてきた少女。長い間他の施設を転々としてきたためか、心を閉ざしている。
キース・シュナイダー
声 - 千葉一伸
ナノオペレーションを行うSOCOとは別の組織であるOVELから派遣されてきた一流のナノダイバー。徹底的に合理性を求めたオペレーション手法により数々の偉業を成し遂げている。
アミィ
声 - 疋田涼子
SOCO内で薬品を売っている若い女性。シルビーの先輩なのだがそれを感じさせない明るい口調と態度の持ち主。一見軽い性格に見られがちだが、意外にしっかり者で土壇場では的確な対応を見せることも。
メレグ
声 - 大原さやか
SOCOでナノオペレーションの受付を担当する女性。非常に落ち着いており、危機管理が求められる現場でも丁寧な対応でダイバー達を見送る。
ラグナ
声 - 森川竜太
SOCOでナノダイバーの装備の開発を担当している男性。主人公を勝手に相棒呼ばわりし、そのナノオペレーションの成功を支えるために日々努力する熱血漢。

## システム
小ウイルス
患者の体内を浮遊し、治療に来たダイバーを様々な攻撃で妨害してくる。基本的には群れで行動し、数発の攻撃で駆逐され、消滅するが中には単体で行動する強力なタイプもおり、こちらからは駆逐するとその場で床に落ち、そこから素材が獲得できる。
中ウイルス
後述する感染スポットを防衛するように行動するウイルス。小ウイルスを感染スポットの周りに無数に生み出すもの、赤い探査光を出してダイバーたちの接近を感知し攻撃してくるものなど同じタイプでも行動が異なる。駆逐するとその場で床に落ち、そこから素材が獲得できる。
LOSTウイルス（大ウイルス）
タイプごとに様々な形状、行動を行う非常に凶暴で巨大なウイルス。各患者の体内に1体ずつ存在しており、これを倒すと患者を救うことができる。脚など、体の一部を攻撃し続けることで数秒間転倒させ、行動不能にすることができる。また、タイプによっては体の一部を破壊でき、それによって特定の攻撃をできなくさせたり、転倒時間を伸ばしたり、獲得できる素材の重要度や数を上げることができる。
LOSTウイルスにはボスレシオ（活性度）があり、感染が進行すると徐々に高まっていく。ボスレシオはそのままLOSTウイルスの攻撃力等に反映されるため、戦いを挑む時は動きを見切って隙が発生したらダメージを与えていき、後述の治療等を駆使して戦いやすいボスレシオを維持する。低いボスレシオで戦えば駆逐しやすくなるが、高いボスレシオで倒すと報酬が増える。
治療
ウイルスに蝕まれた患者の体は各所（エリア）ごとに感染スポットがある。感染スポットは放置すると患者の体力を削り、ナノオペレーションが困難になる。その状態に陥るとナノオペレーションは失敗となり、ナノオペレーションが開始される前の状態に戻されてしまう。その状態を回避するため、ナノダイバーであるプレーヤーは感染スポットで治療アクションを取ることができる。治療アクションを完了するとスポットは治療状態になり、患者の体力が減少しなくなるほか、ナノダイバーの体力（着用するスーツの耐久力）が回復する。
各エリアに感染スポットがあり、全ての感染スポットを治療するとそのエリアにいる小・中ウイルスが駆逐され、患者の体力が回復、さらにLOSTウイルスの活性度も下げることができる。
感染攻撃と再感染
ウイルス達は基本的には自身を駆逐しに来たナノダイバーを標的にするが、時折、患者の体力を削る感染攻撃という行動を取る。感染攻撃されたエリアは感染スポットが再び発現するようになってしまう。また、ゲーム後半では一度小中ウイルスを完全に駆逐し、エリアの感染スポットを全て治療している状態でも時間経過で再びウイルスが発生する場合がある（再感染）。再感染までの時間はエリアにより異なり、アイテムの使用で延長が可能である。
アサルトダイブ
LOSTウイルスにダッシュで接近すると、ある地点でボタン操作により空中に飛びあがる。飛び上がっている最中は攻撃を受けない。更にジャンプ時にLOSTウイルスが転倒していれば、急下降して大ダメージを与えるアサルトダイブを行うことができる。アサルトダイブに成功した場合、そのLOSTウイルスからは吸引ができなくなるが、代わりに報酬が複数回吸引したのと同様に増える。また、アサルトダイブは転倒中何回でも行うことができ、その分だけ獲得する素材数も増える。
特殊攻撃
スタミナゲージを大きく消費して発動。Rと△を押すと操作しているナノダイバーが溜め体勢に入り、ボタンを離すと攻撃モーションに入る。特殊攻撃は装備している武器の種類によって効果が異なる。
ソード
片手で扱うことのできる刀のような武器が多い。攻撃力は4種のうち3番目で単発では弱いが、携帯時の移動スピードが高いため、小回りを生かしつつ、攻撃を重ねて戦える。また、防御姿勢を取ることもできる。特殊攻撃では武器を振った方向に三日月状のエネルギーを飛ばし、遠距離攻撃が可能である。この攻撃はウイルスを貫通するので、複数のウイルスをまとめて攻撃することが可能である。
ラージソード
両手で扱う長い刀のような武器が多い。攻撃力は4種のうち2番目でそこそこのダメージを与えられる他、その長いリーチを生かして一撃離脱の戦い方ができる。敵の攻撃モーションに当てて中断させやすい。特殊攻撃では武器を地面に叩きつけ、周囲のウイルスにダメージを与えることができる。攻撃前に少し前進するので間合いを計算する必要があるが、一度発動するとモーションが最後までキャンセルされないため、強引に攻めることができる。
シールドナックル
腕に装着した盾のような武器で殴って使う。攻撃力は4種の武器のうち最も低いが、各モーションの発生が早く、攻撃と防御を細かく切り替えることができる。特殊攻撃では自分の周囲に半球状のフィールドを展開し、それを爆発させてダメージを与える。発生したフィールドはLOSTウイルスの突進を弾くことができる。
インジェクション
注射器のような形状の武器で、針状の部分をウイルスに突き立てたり、薬液を噴射して戦う。攻撃力は4種の武器では飛びぬけて高いが、各モーションの発生が遅いうえに独特のものなので、使いこなすには経験が必要である。特殊攻撃は薬液を噴射した後、炸裂させて前方の広範囲を攻撃できる。基本は遠くの敵を攻撃するものだが、噴射するときに伸びる針状の部分にもダメージ判定があるので、ゼロ距離で使えば複数段の大ダメージを与えることができる。